# Tenuarus spinosus
Tenuarus spinosus är en insektsart som beskrevs av Delong 1944. Tenuarus spinosus ingår i släktet Tenuarus och familjen dvärgstritar. Inga underarter finns listade i Catalogue of Life.